# 유니코드 컨소시엄

유니코드 컨소시엄(Unicode Consortium, 법적 명칭: Unicode, Inc.)은 미국 캘리포니아주 마운틴뷰에 위치한 501(c)(3) 비영리 단체이다. 주 목적은 크기와 범위 제한이 있으면서 다언어 환경과 호환되지 않는 기존 문자 인코딩 스킴을 대체할 목적으로 개발된 유니코드 표준을 관리하고 출판하는 것이다.
유니코드가 통합 문자 집합에서 성공을 거두면서 소프트웨어의 국제화와 지역화에서 널리 채택되었다. 이 표준은 XML, 자바, 스위프트, 현대의 운영 체제를 포함한 수많은 기술에 구현되고 있다.
회원으로는 문자 처리 표준에 관심을 가진 컴퓨터 소프트웨어 및 하드웨어 기업이 포함되는데, 여기에는 어도비, 애플, 방글라데시 컴퓨터 위원회, 이모지피디아, 페이스북, 구글, IBM, 마이크로소프트, 모노타입 이미징, 넷플릭스, SAP SE, 캘리포니아 대학교 버클리 등이 포함된다. 유니코드 표준과 관련한 기술적 결정은 유니코드 기술 위원회(Unicode Technical Committee, UTC)를 통해 이루어진다.

## 같이 보기
- 국제 문자 세트